# 7 (албум Маје Беровић)
7 (Seven или Седам) седми је студијски албум српске поп певачице Маје Беровић. Објављен је 8. јула 2018. године за издавачку кућу Spinnup.

## Позадина
Албум носи име из два разлога — ово је њен седми студијски албум, а и сама Маја је рођена у седмом месецу. Два спота су снимљена на Куби.

## Информације о албуму
Музика на песмама:
- Јасмин Фазлић — Џала Брат (све песме),
- Амар Хоџић — Буба Корели (све песме).

Текстови на песмама:
- Јасмин Фазлић — Џала Брат (све песме),
- Амар Хоџић — Буба Корели (све песме).

Аранжмани на песмама:
- Марко Драгић (све песме).

Пратећи вокали на песмама:
- Сузана Бранковић (све песме).

## Песме
| Бр. | Назив песме                   | Трајање |
| --- | ----------------------------- | ------- |
| 1.  | Право време (ft. Буба Корели) | 03:04   |
| 2.  | V.I.P. (ft. Џала Брат)        | 03:21   |
| 3.  | Сама                          | 03:50   |
| 4.  | Начисто                       | 02:53   |
| 5.  | Зора                          | 03:11   |
| 6.  | Љубомора                      | 03:05   |
| 7.  | Сахара                        | 03:08   |
| 8.  | Дилајла                       | 03:11   |
| 9.  | Нека ствар                    | 03:23   |

## Видео спотови
Објављени су спотови за све песме. Спотове за песме Право време и V.I.P. снимљени су у продукцији Империје, док су спотови за остале песме снимљени у продукцији Токсик Ентертеинмента.